# Campeonato Goiano 2009
In 2009 werd het 66ste Campeonato Goiano gespeeld voor voetbalclubs uit Braziliaanse staat Goiás. De competitie werd georganiseerd door de FGF en werd gespeeld van 25 januari tot 3 mei. Goiás werd kampioen.

## Eerste fase

### Groep A
| Plaats | Club      | Wed. | W | G | V  | Saldo | Ptn. |
| ------ | --------- | ---- | - | - | -- | ----- | ---- |
| 1.     | Itumbiara | 17   | 7 | 6 | 4  | 29:21 | 27   |
| 2.     | CRAC      | 17   | 7 | 5 | 5  | 21:19 | 26   |
| 3.     | Trindade  | 17   | 8 | 0 | 9  | 17:24 | 24   |
| 4.     | Vila Nova | 17   | 6 | 5 | 6  | 23:24 | 23   |
| 5.     | Mineiros  | 17   | 5 | 3 | 9  | 19:25 | 18   |
| 6.     | Anápolis  | 17   | 3 | 3 | 11 | 18:41 | 12   |

|  | Geplaatst voor tweede fase |
|  | Degradatie                 |

### Groep B
| Plaats | Club                | Wed. | W  | G | V  | Saldo | Ptn. |
| ------ | ------------------- | ---- | -- | - | -- | ----- | ---- |
| 1.     | Goiás               | 17   | 14 | 2 | 1  | 40:8  | 44   |
| 2.     | Atlético Goianiense | 17   | 12 | 3 | 2  | 43:16 | 39   |
| 3.     | Santa Helena        | 17   | 8  | 2 | 7  | 28:25 | 26   |
| 4.     | Anapolina           | 17   | 5  | 6 | 6  | 22:27 | 21   |
| 5.     | Jataiense           | 17   | 4  | 4 | 9  | 26:32 | 16   |
| 6.     | Aparecidense        | 17   | 3  | 1 | 13 | 18:42 | 10   |

|  | Geplaatst voor tweede fase |
|  | Degradatie                 |

## Tweede fase
|  | Halve finale        | Halve finale | Halve finale |   |                     | Finale | Finale | Finale |
|  |                     |              |              |   |                     |        |        |        |
|  | Atlético Goianiense | 5            | 2            |   |                     |        |        |        |
|  | Itumbiara           | 1            | 1            |   |                     |        |        |        |
|  | Itumbiara           | 1            | 1            |   | Atlético Goianiense | 2      | 0      |        |
|  |                     |              |              |   | Atlético Goianiense | 2      | 0      |        |
|  |                     | Goiás        | 1            | 2 |                     |        |        |        |
|  | CRAC                | Goiás        | 1            | 2 | 1                   | 0      |        |        |
|  | CRAC                |              |              |   | 1                   | 0      |        |        |
|  | Goiás               | 3            | 2            |   |                     |        |        |        |

### Kampioen
| Campeonato Goiano de 2009  |
| Goiás                      |
| -------------------------- |
| GOIÁS Kampioen (22° titel) |